# We Are Motörhead
We Are Motörhead —en español: Nosotros somos Motörhead — es el decimoquinto álbum de estudio de la banda británica de rock Motörhead. Fue lanzado al mercado en 2000. Incluye una versión de la canción "God Save the Queen" de la banda de punk Sex Pistols, para la cual se grabó un video promocional en lo alto de un autobús descapotable inglés.

## Lista de canciones
- Todas las canciones compuestas por Phil Campbell, Mikkey Dee, Lemmy, excepto donde se indique lo contrario.

1. "See Me Burning" – 2:59
2. "Slow Dance" – 4:29
3. "Stay Out of Jail" – 3:02
4. "God Save the Queen" (Paul Cook, Steve Jones, John Lydon, Glen Matlock) – 3:19
5. "Out to Lunch" – 3:26
6. "Wake the Dead" – 5:14
7. "One More Fucking Time" – 6:46
8. "Stagefright/Crash & Burn" – 3:02
9. "(Wearing Your) Heart on Your Sleeve" – 3:42
10. "We Are Motörhead" – 2:21

## Créditos
- Lemmy - bajo, voz
- Phil Campbell - guitarra
- Mikkey Dee - batería

- Pistas originales grabadas en Karo Studios, Brackel, Alemania por Charlie Bauerfeind.
- Resto de la grabación en American Recorders, Calabasas, California.
- Producido por Motörhead, Bob Kulick, Bruce Bouillet y Duane Barron.
- Ingeniería por Bill Cooper
- Diseño portada – Joe Petagno
- Concepto de portada – Joe Petagno y Lemmy
- Fotografía – Glen La Ferman, Stephanie Cabral, Annamaria DiSanto, G$